# جورجینا بارداچ
جورجینا بارداچ (به انگلیسی: Georgina Bardach) (زادهٔ ۱۸ اوت ۱۹۸۳) شناگر اهل آرژانتین است.